# Mario Soberón
Mario Soberón Gutiérrez (Unquera, Cantabria, 18 de mayo de 1997) es un futbolista español que juega como delantero en el Real Zaragoza de la Segunda División de España.

## Trayectoria
Nacido en Unquera, Soberón se formó en la cantera del Racing de Santander en el que tras jugar en categoría juvenil, en 2016 llegaría a su filial, el Rayo Cantabria de la Tercera División de España, donde jugó durante dos temporadas.
En la temporada 2018–19, forma parte de la primera plantilla del Racing de Santander, con quien debutó en la categoría de bronce del fútbol español disputando 5 partidos de liga y uno de Copa del Rey, durante la primera vuelta de la competición.
El 7 de enero de 2019, es cedido a la SD Amorebieta de la Segunda División B de España, hasta el final de la temporada donde anota siete goles en 18 partidos, 15 de ellos como titular.
El 11 de julio de 2019, tras finalizar su contrato con el conjunto cántabro, firma por el Real Valladolid Club de Fútbol Promesas de la Segunda División B de España, con quien disputó tres encuentros como titular de un total de 11 y un gol.
El 10 de enero de 2020, firma por el Atlético Levante Unión Deportiva de la Segunda División B de España, por una temporada y media.
El 5 de julio de 2021, firma por la SD Logroñes de la Primera División RFEF, donde marca 9 goles en 35 partidos.
El 25 de junio de 2022, firma por el CD Eldense de la Primera División RFEF.
Tras finalizar su contrato con el Eldense, en junio de 2024 fichó por dos temporadas con el Real Zaragoza de Segunda División.

## Clubes
Actualizado al último partido disputado el 5 de octubre de 2024.
| Club                                    | País   | Periodo         | Partidos (goles) |
| --------------------------------------- | ------ | --------------- | ---------------- |
| Rayo Cantabria                          | España | 2016–2018       |                  |
| Real Racing Club de Santander           | España | 2018–2019       | 6 (0)            |
| SD Amorebieta (cedido)                  | España | 2019            | 17 (7)           |
| Real Valladolid Club de Fútbol Promesas | España | 2019–2020       | 11 (1)           |
| Atlético Levante Unión Deportiva        | España | 2020–2021       | 31 (5)           |
| SD Logroñes                             | España | 2021–2022       | 35 (9)           |
| CD Eldense                              | España | 2022-2024       | 25 (9)           |
| Real Zaragoza                           | España | 2024-actualidad | 24 (10)          |